# Mittal Steel
Mittal Steel Company N.V. — до 2006 — крупнейшая металлургическая группа мира, собственником которой является индийский бизнесмен Лакшми Миттал. Группа компаний Mittal Steel Company N.V. зарегистрирована в 2005 году в Роттердаме (Нидерланды), штаб-квартира находится в Лондоне.

## История
Компания была образована путём слияния компаний Ispat International N.V. (ранее поглотившей LNM Holdings N.V.) и International Steel Group Inc. в 2005.
В 2006, слившись с Arcelor, образовала компанию Arcelor Mittal — одну из крупнейших металлургических компаний в мире.

## Собственники и руководство
97% голосующих акций принадлежало британскому бизнесмену индийского происхождения Лакшми Митталу и его семье. Руководителем компании и её председателем совета директоров являлся Лакшми Миттал.

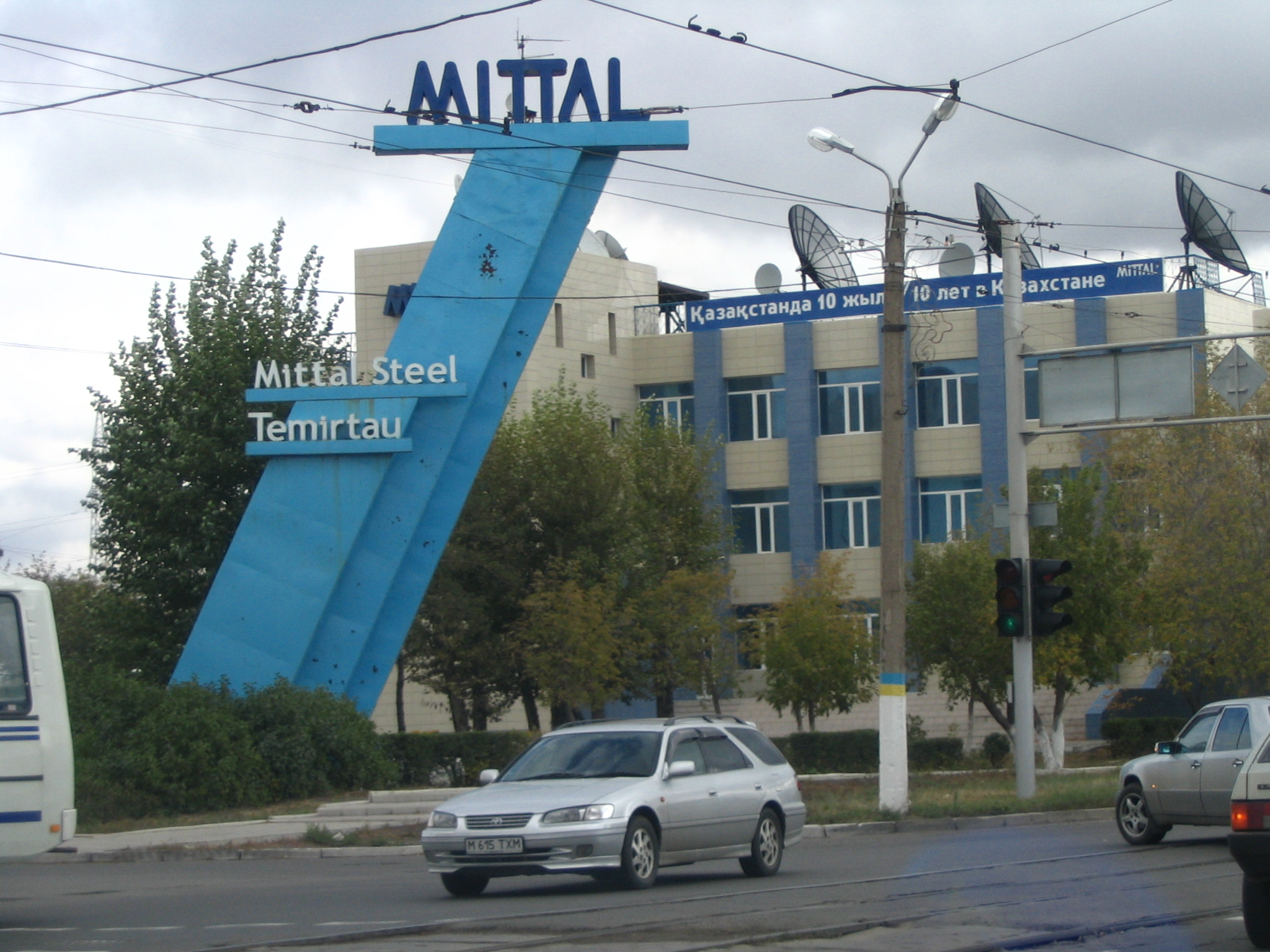
Офис компании в Темиртау (Казахстан)

## Деятельность
Компании принадлежали металлургические производства, расположенные в Украине, в Великобритании, США, Канаде, Польше, Румынии, Чехии, Германии, ЮАР, Казахстане и др.
В октябре 2005 Mittal Steel выиграла повторный конкурс по приватизации крупнейшего украинского производителя стали «Криворожсталь», предложив за этот актив $4,8 млрд.
Общая численность занятых на предприятиях группы составляла 179 тыс. человек. Выручка за 2005 — $28,132 млрд, чистая прибыль — $3,365 млрд.